# فریدریش ال باوئر
فردریش لودویگ بائر (متولد ۱۰ ژوئن ۱۹۲۴ در رگنسبورگ - در گذشته ۲۶ مارس ۲۰۱۵) دانشمند کامپیوتر و استاد بازنشسته دانشگاه فنی مونیخ اهل آلمان است.

## مقالات
- 1960 Sequential Formula Translation, Commun. ACM 3(2): 76-83, (together with Klaus Samelson), a very influential paper on compilers

## کتاب‌ها
- 1964 Introduction to Algol, F.L. Bauer, R. Baumann, M. Feliciano, K. Samelson, Prentice Hall, ISBN 0-13-477828-6
- 2006 Decrypted Secrets: Methods and Maxims of Cryptology 4th edition, New York, Springer, شابک ‎۳−۵۴۰−۲۴۵۰۲−۲